# Ekspedycja 32
Ekspedycja 32 – stała załoga Międzynarodowej Stacji Kosmicznej, która sprawowała swoją misję od 1 lipca do 16 września 2012 roku. Ekspedycja 32 rozpoczęła się wraz z odłączeniem od stacji statku Sojuz TMA-03M i trwała do odcumowania od ISS statku Sojuz TMA-04M.

## Załoga
Astronauci Joseph Acaba, Giennadij Padałka i Siergiej Rewin przybyli na ISS 17 maja 2012 roku na pokładzie Sojuza TMA-04M i weszli w skład Ekspedycji 31. Po odłączeniu od stacji Sojuza TMA-03M stali się oni członkami 32. stałej załogi ISS. Początkowo znajdowali się oni na stacji jedynie w trójkę. 17 lipca 2012 roku dołączyli do nich Jurij Malenczenko, Sunita Williams i Akihiko Hoshide, którzy przybyli na pokładzie Sojuza TMA-05M.
Gdy 16 września 2012 roku Sojuz TMA-04M odłączył się od stacji z Acabą, Padałką i Rewinem na pokładzie, zakończyła się misja Ekspedycji 32. Jednocześnie kosmonauci Malenczenko, Williams i Hoshide przeszli w skład 33. stałej załogi ISS.
| Funkcja              | Pierwsza część (01-17.07.2012)                | Druga część (17.07-16.09.2012)                |
| -------------------- | --------------------------------------------- | --------------------------------------------- |
| Dowódca              | Giennadij Padałka, Roskosmos 4. lot kosmiczny | Giennadij Padałka, Roskosmos 4. lot kosmiczny |
| Inżynier pokładowy 1 | Siergiej Rewin, Roskosmos 1. lot kosmiczny    | Siergiej Rewin, Roskosmos 1. lot kosmiczny    |
| Inżynier pokładowy 2 | Joseph Acaba, NASA 2. lot kosmiczny           | Joseph Acaba, NASA 2. lot kosmiczny           |
| Inżynier pokładowy 3 |                                               | Sunita Williams, NASA 2. lot kosmiczny        |
| Inżynier pokładowy 4 |                                               | Jurij Malenczenko, Roskosmos 5. lot kosmiczny |
| Inżynier pokładowy 5 |                                               | Akihiko Hoshide, JAXA 2. lot kosmiczny        |

## Spacery kosmiczne

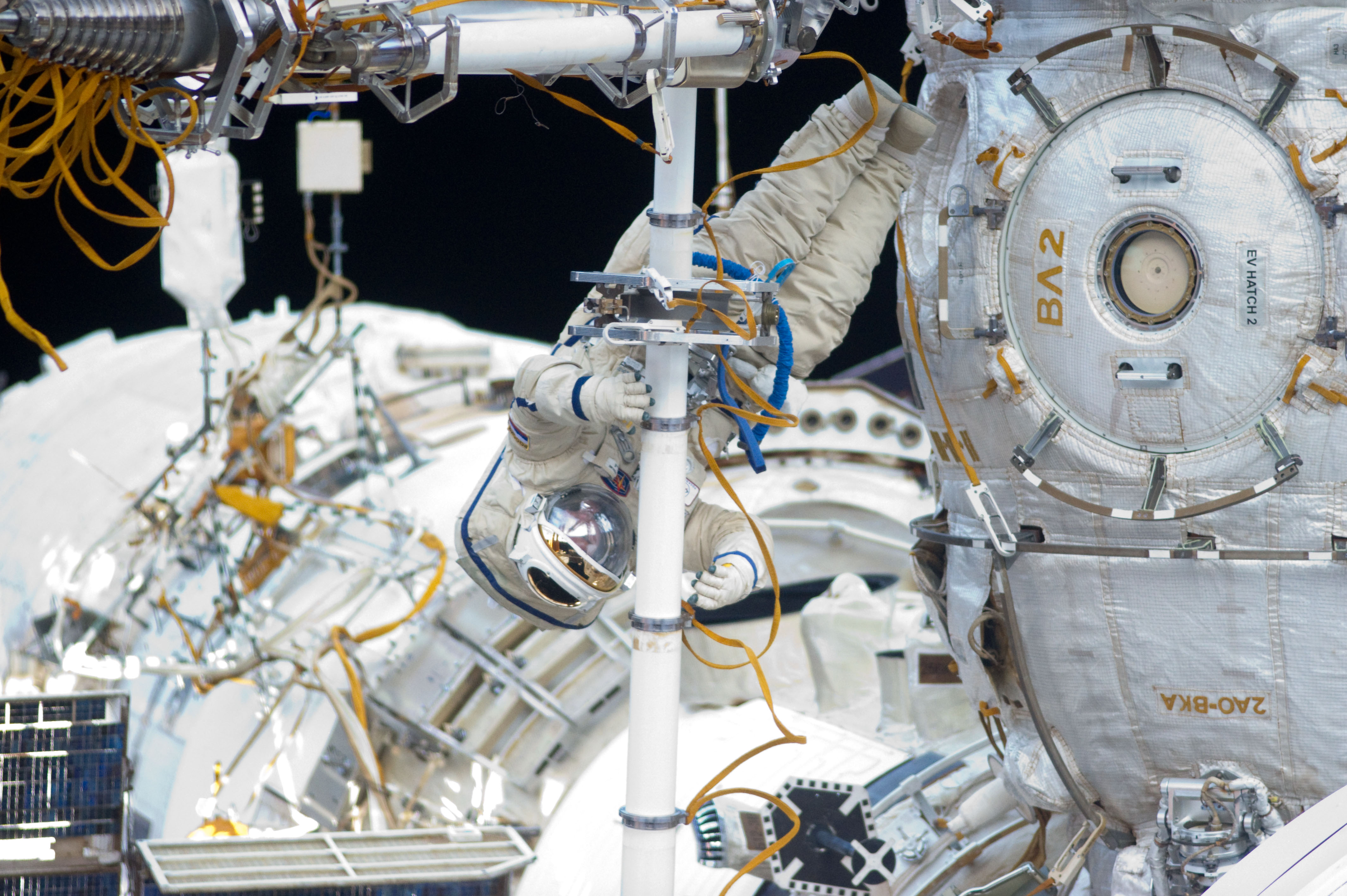
Jurij Malenczenko podczas spaceru kosmicznego

Podczas Ekspedycji 32 wykonano trzy spacery kosmiczne. Pierwszy z nich miał miejsce 20 sierpnia 2012 roku. Kosmonauci Giennadij Padałka i Jurij Malenczenko ubrani w skafandry Orłan opuścili pokład stacji o 15:37 UTC poprzez śluzę powietrzną Pirs. W czasie tego wyjścia przeniesiono z modułu Pirs na moduł Zaria manipulator Strieła-2. Było to przygotowanie do przeniesienia modułu Pirs, aby zrobić miejsce na nowy moduł Nauka. Ponadto zamontowano osłony przeciw mikrometeorytom na module Zwiezda oraz zdemontowano eksperyment naukowy, który wcześniej został umieszczony na zewnątrz stacji. Dodatkowo kosmonauci wypuścili również w otwartą przestrzeń kosmiczną mikrosatelitę. Spacer kosmiczny zakończył się o 21:28 UTC po 5 godzinach i 51 minutach.

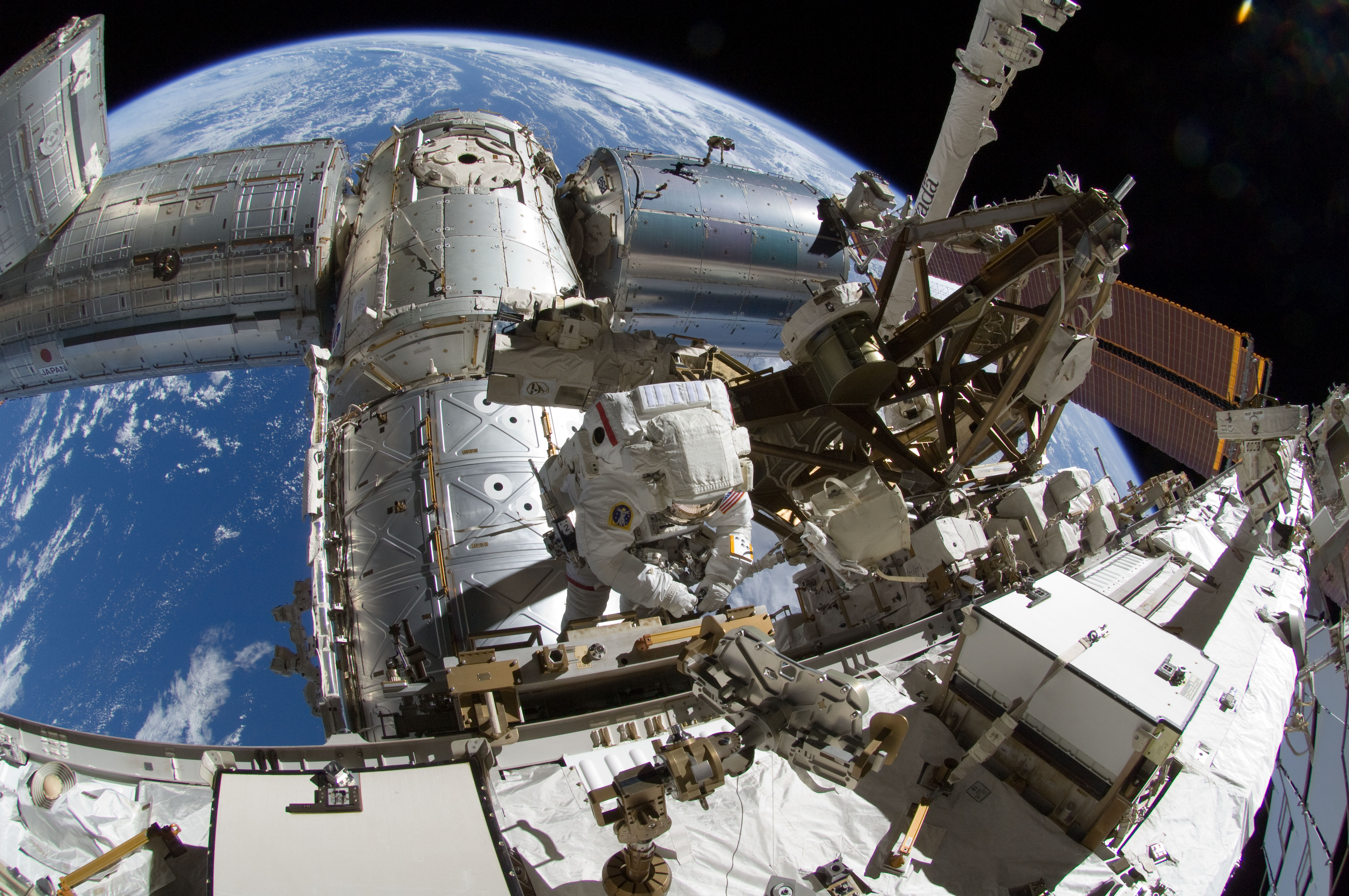
Sunita Williams podczas prac przy strukturze kratownicowej

W drugim spacerze kosmicznym uczestniczyli astronauci Sunita Williams i Akihiko Hoshide. 30 sierpnia 2012 roku o 12:16 UTC opuścili oni pokład stacji przez śluzę Quest ubrani w skafandry EMU. Głównym zadaniem astronautów była wymiana elementu systemu zasilania stacji w energię elektryczną (MBSU) na segmencie S0 struktury kratownicowej. Po wymianie elementu na nowy nie udało się jednak dokręcić śrub mocujących i w efekcie zadanie to pozostało niedokończone, co ograniczyło dostawę energii o około 25%. Astronautom udało się jednak wykonać drugie zaplanowane zadanie polegające na położeniu kabli zasilających łączących amerykański i rosyjski segment stacji, co jest przygotowaniem pod nowy moduł Nauka. Spacer kosmiczny zakończył się o 20:33 UTC po 8 godzinach i 17 minutach.
Trzeci spacer kosmiczny rozpoczął się 5 września 2012 roku o 11:50 UTC. Ponownie wzięli w nim udział astronauci Sunita Williams i Akihiko Hoshide, którzy ubrani w skafandry EMU opuścili pokład stacji przez śluzę Quest. Ich głównym zadaniem było dokończenie zadania przerwanego podczas ostatniego spaceru. Tym razem wymiana elementu systemu zasilania powiodła się, a dodatkowo astronautom udało się wymienić jedną z kamer na manipulatorze Canadarm2. Spacer kosmiczny zakończył się o 17:34 UTC po 6 godzinach i 28 minutach.

## Galeria

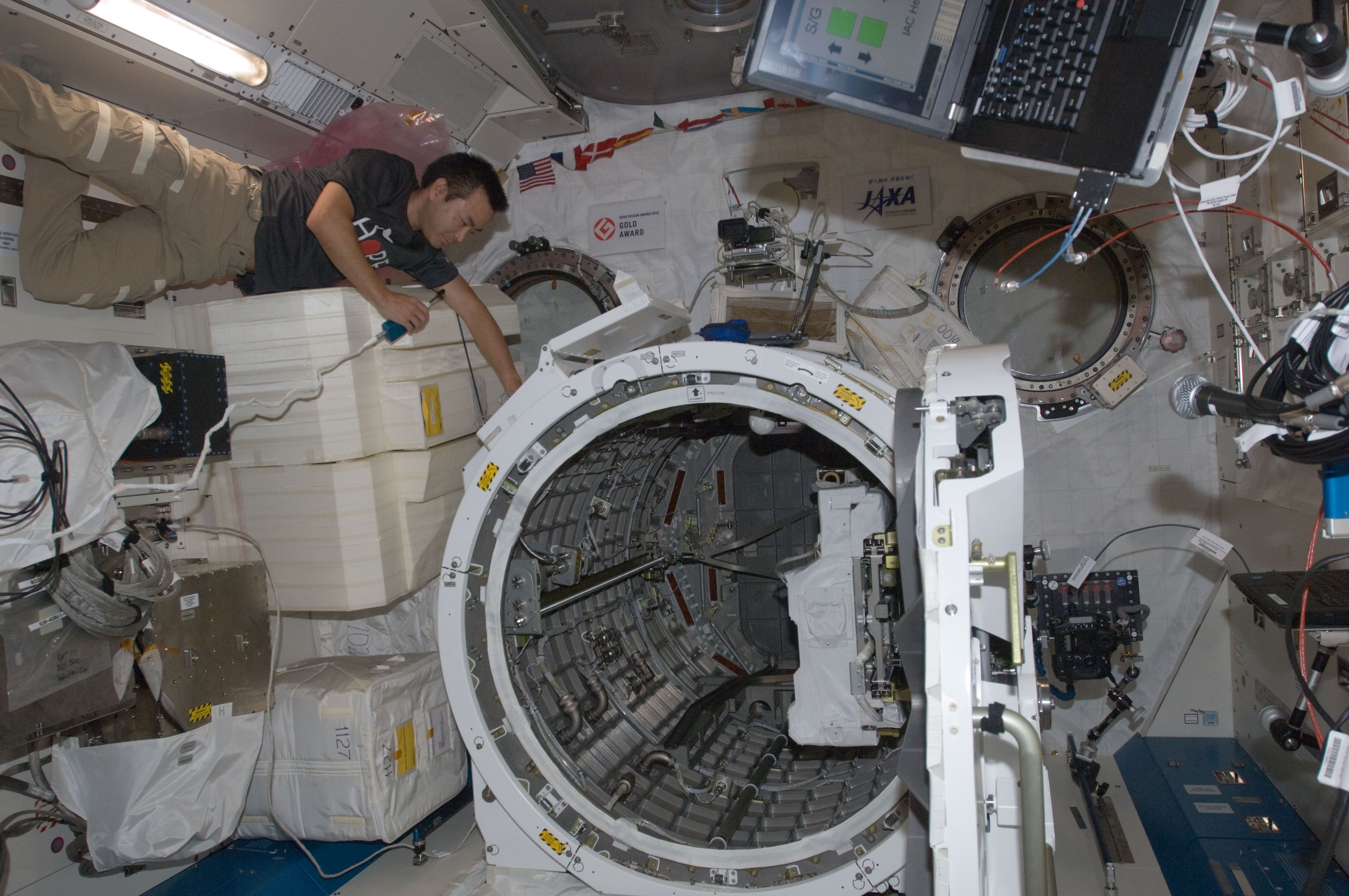
Akihiko Hoshide podczas pracy w module Kibō
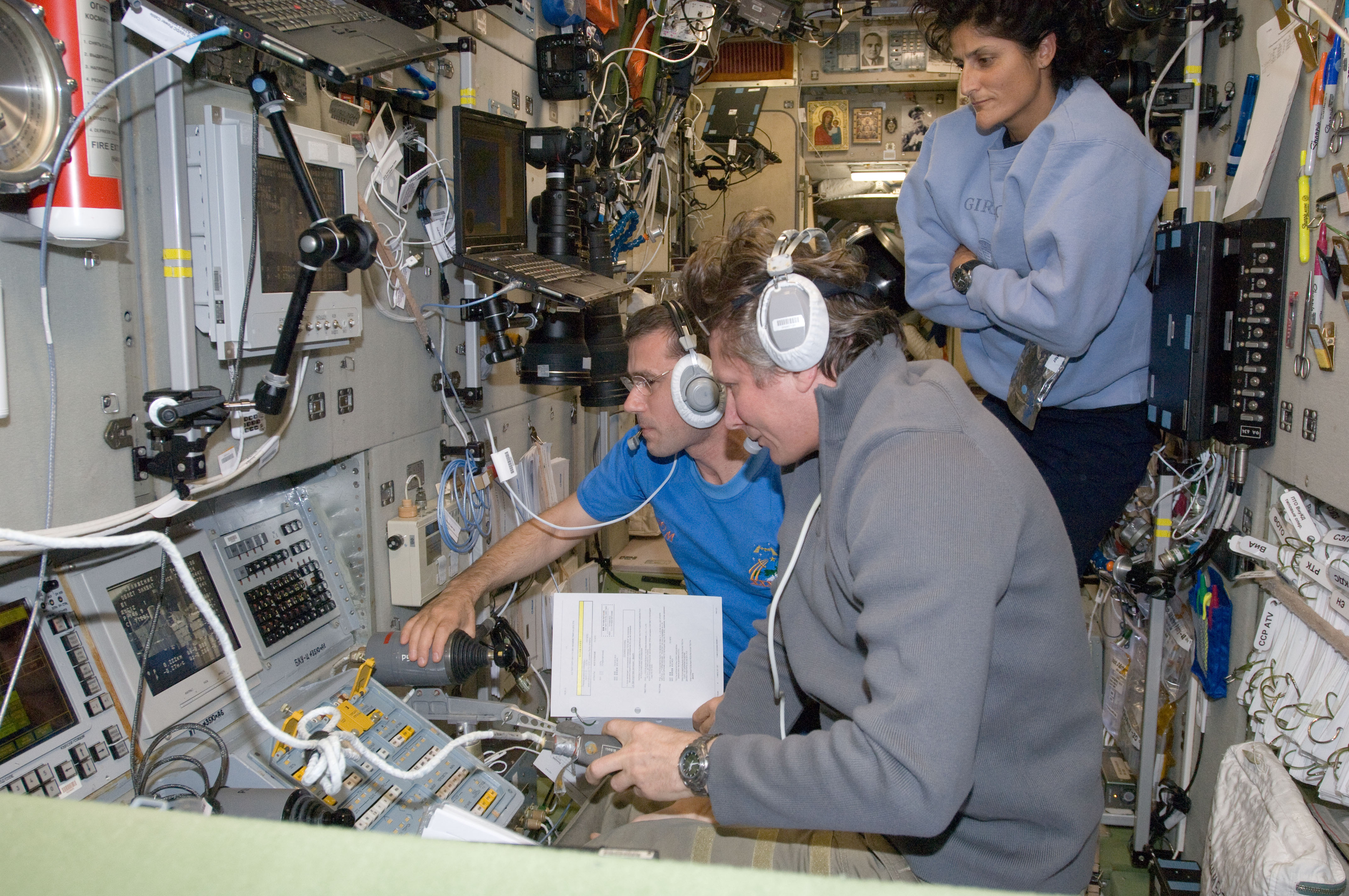
Giennadij Padałka, Jurij Malenczenko i Sunita Williams kontrolują manewr dokowania statku Progress przy pomocy systemu TORU w module Zwiezda
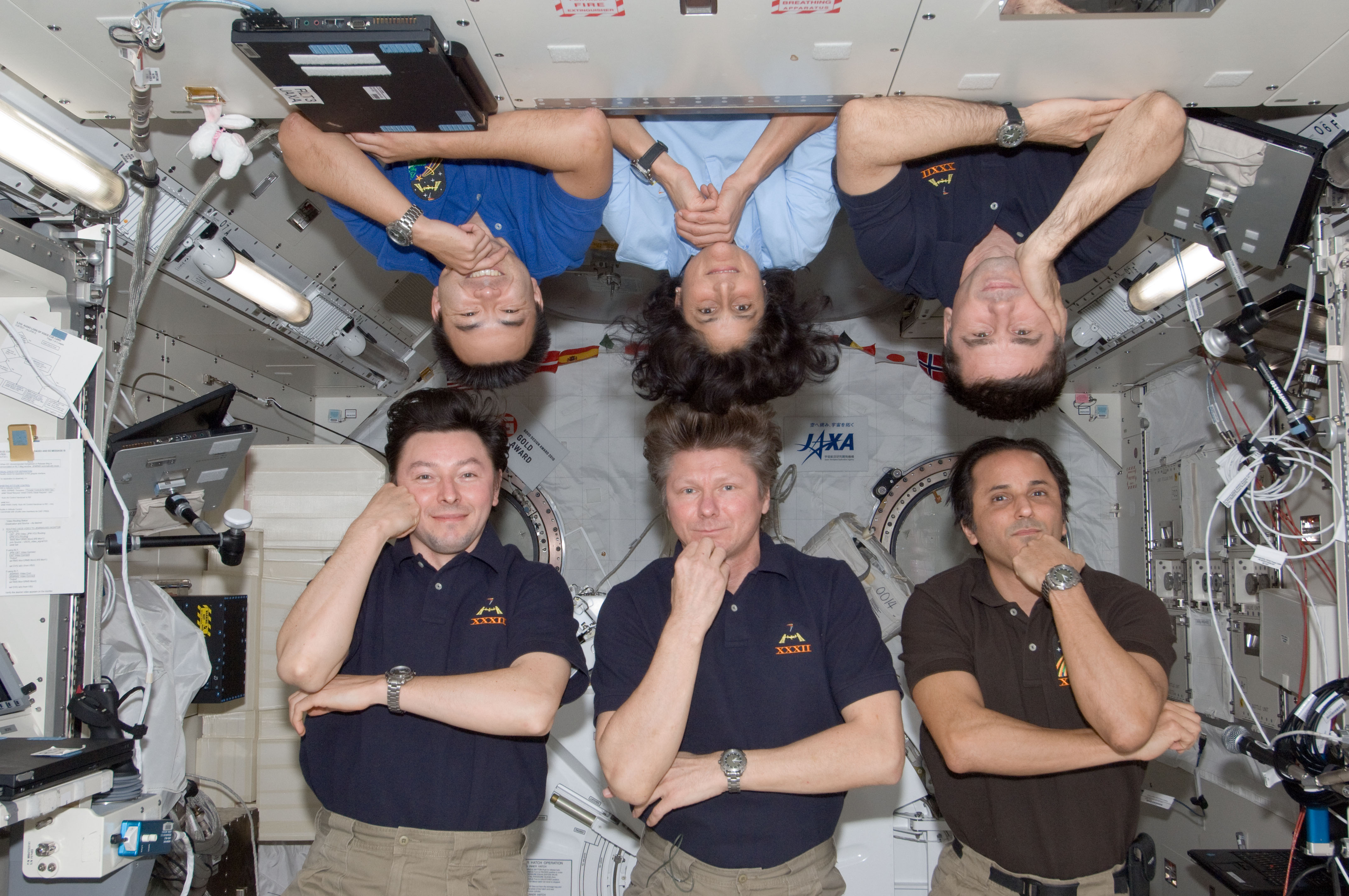
Załoga Ekspedycji 32 w module Kibō
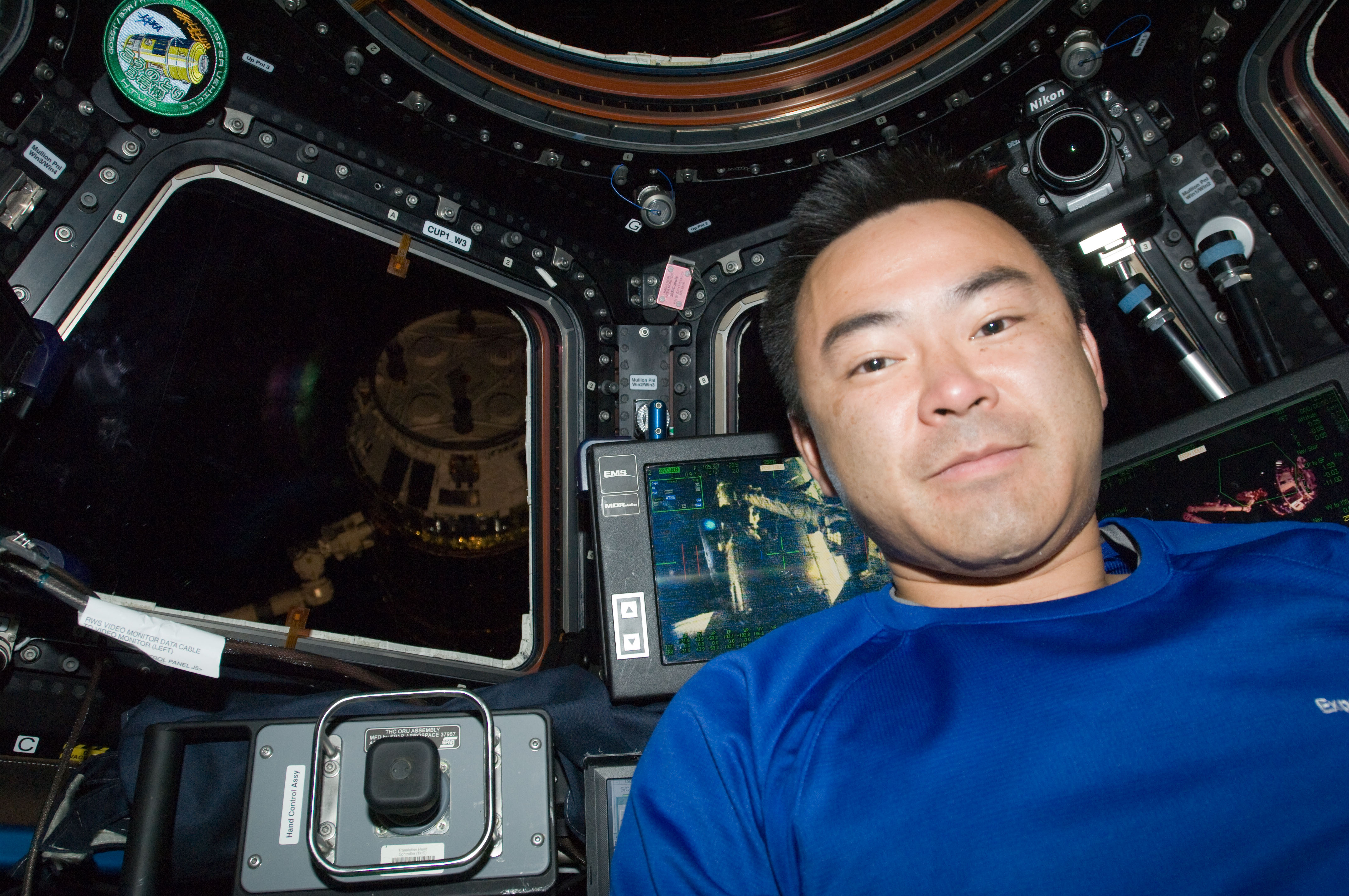
Akihiko Hoshide w module Cupola podczas manewru dokowania statku HTV-3
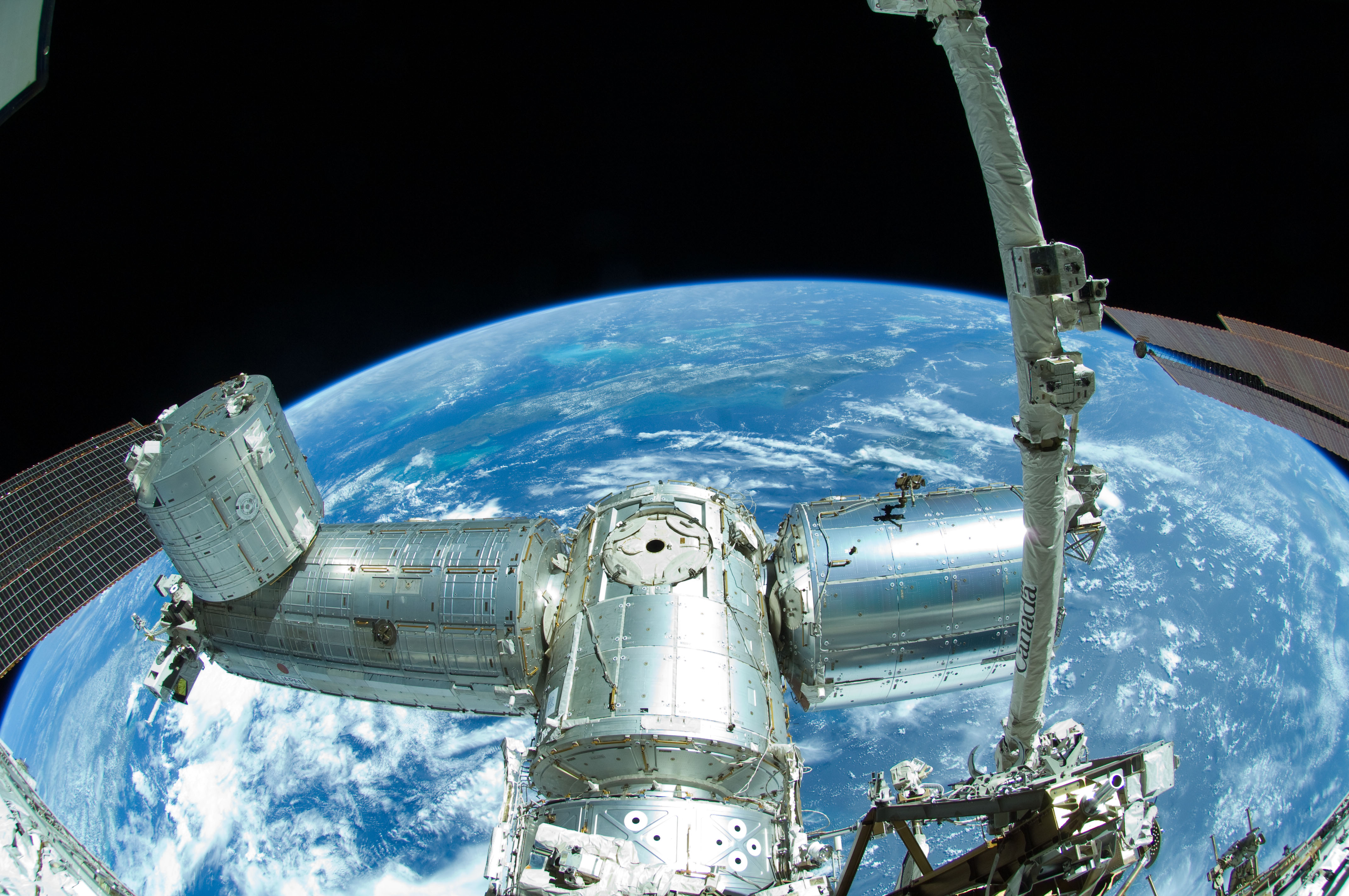
Zdjęcie wykonane podczas spaceru kosmicznego przedstawiające moduły: Kibō (z lewej), Harmony (w środku) i Columbus (z prawej)
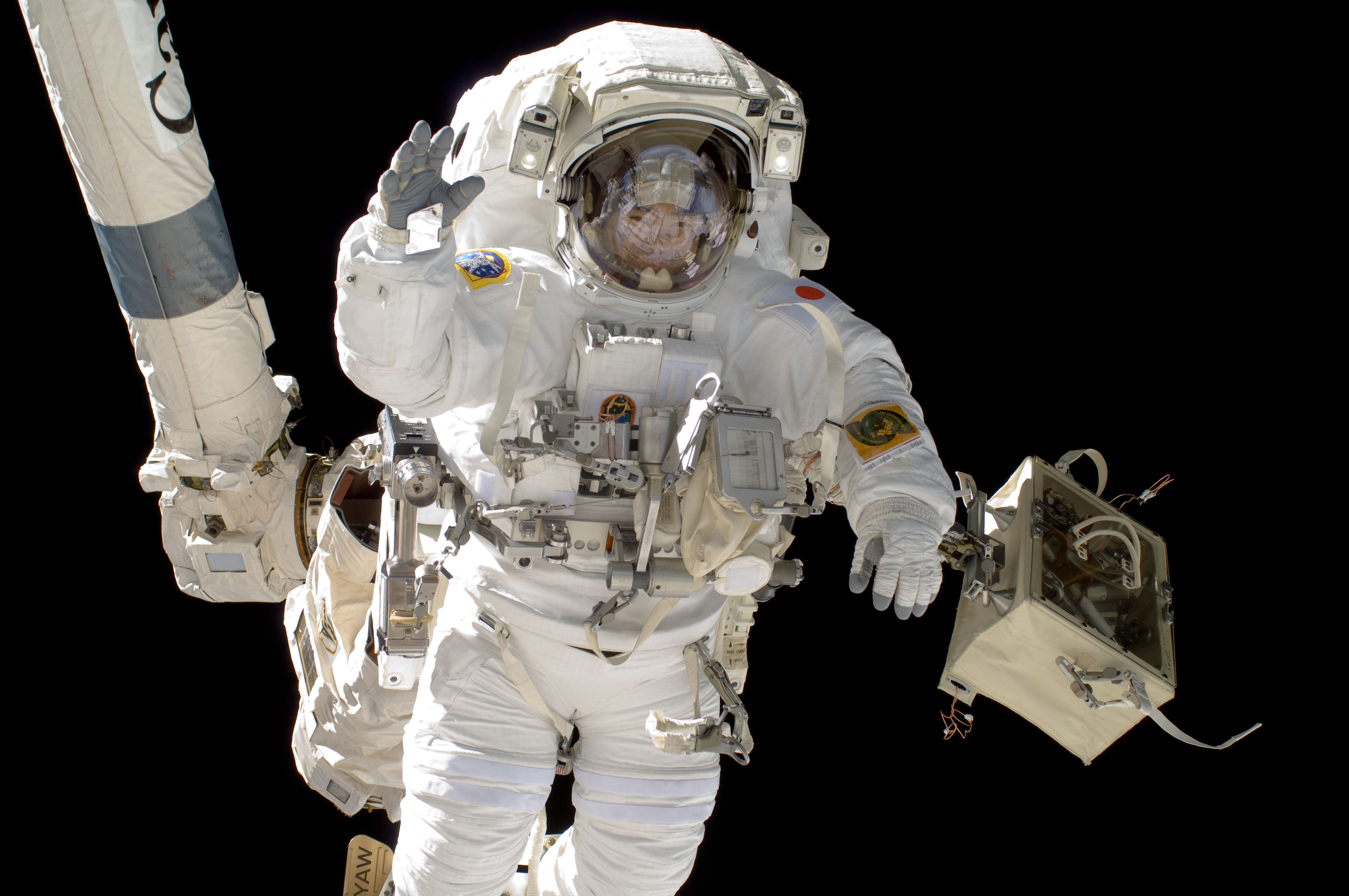
Akihiko Hoshide podczas spaceru kosmicznego przymocowany do Canadarm2